# Teleophrys
Teleophrys is een geslacht van kreeftachtigen uit de klasse van de Malacostraca (hogere kreeftachtigen).

## Soorten
- Teleophrys cristulipes Stimpson, 1860
- Teleophrys ornatus Rathbun, 1901
- Teleophrys pococki Rathbun, 1924
- Teleophrys ruber (Stimpson, 1871)
- Teleophrys tumidus (Cano, 1889)